# مركز الملك عبد العزيز الدولي للمؤتمرات
مركز الملك عبد العزيز الدولي للمؤتمرات هو واحد من أكبر مرافق المجتمعات ومؤتمرات الأعمال المحلية في الرياض.

## الموقع
يقع المركز في جنوب الحي الدبلوماسي غرب العاصمة السعودية٬ ويشرف على الطريق الرئيسي الذي يربط مدينة الرياض بالمنطقة الغربية (طريق مكة المكرمة). ويقع المركز في حي الخزامى٬ تحديدًا ضمن المنطقة التي تضم قصر اليمامة٬ وإلى الغرب منه مقر مجلس الشورى السعودي.

## الوصف
يحتوي المركز على قاعة رئيسية للمؤتمرات٬ كما يحوي بهوا واسعًا٬ وقاعات للاجتماعات الجانبية٬ واللجان٬ وصالة الطعام٬ وعيادات طبية٬ إضافة إلى قاعة للمؤتمرات الصحافية٬ وقاعة أخرى هيئت لتكون مركزًا إعلاميًا٬ إلى جانب قاعة رئيسية للاستقبال، فضلاً عن العديد من العناصر والخدمات العامة٬ والمسطحات والحدائق الخضراء والمواقف الخاصة بالسيارات.